# Jaturong Pimkoon
Jaturong Pimkoon (tiếng Thái: จาตุรงค์ พิมพ์คูณ), là một cầu thủ bóng đá người Thái Lan thi đấu ở vị trí tiền đạo cho câu lạc bộ Giải bóng đá Ngoại hạng Thái Lan Police Tero.

## Sự nghiệp quốc tế
Jaturong giành chức vô địch Giải vô địch bóng đá U-19 Đông Nam Á với U-19 Thái Lan, và thi đấu ở Giải vô địch bóng đá U-19 châu Á 2012.

## Bàn thắng quốc tế

### U-19
| #  | Ngày                | Địa điểm                                  | Đối thủ     | Tỉ số | Kết quả | Giải đấu                                  |
| -- | ------------------- | ----------------------------------------- | ----------- | ----- | ------- | ----------------------------------------- |
| 1. | 13 tháng 9 năm 2011 | Sân vận động Thuwunna, Yangon, Myanmar    | Campuchia   | 1-0   | 5-0     | Giải vô địch bóng đá U-19 Đông Nam Á 2011 |
| 2. | 15 tháng 9 năm 2011 | Bogyoke Aung San Stadium, Yangon, Myanmar | Philippines | 3-0   | 5-0     | Giải vô địch bóng đá U-19 Đông Nam Á 2011 |

### U-23
| #  | Ngày                | Địa điểm           | Đối thủ  | Tỉ số | Kết quả | Giải đấu             |
| -- | ------------------- | ------------------ | -------- | ----- | ------- | -------------------- |
| 1. | 3 tháng 1 năm 2015  | Dhaka, Bangladesh  | Bahrain  | 3-0   | 3-0 (W) | Cúp Bangabandhu 2015 |
| 2. | 22 tháng 3 năm 2015 | Băng Cốc, Thái Lan | Việt Nam | 1-0   | 3-1 (W) | Giao hữu             |

## Danh hiệu

### Câu lạc bộ
BEC Tero Sasana
- Cúp Liên đoàn Bóng đá Thái Lan
  -  Vô địch (1): 2014
- Toyota Premier Cup
  -  Vô địch (1): 2015

### Quốc tế
U-19 Thái Lan
- Giải vô địch bóng đá U-19 Đông Nam Á
  -  Vô địch (1): 2011